# Институт по електроника „Академик Емил Джаков“
Институтът по електроника „Академик Емил Джаков“ e институт на Българската академия на науките.
Основан е през 1963, като наследник на Физическия институт на БАН, секция „Техническа физика“. Основател, пръв директор и научен ръководител на института до своята смърт е един от пионерите на българската радиофизика и електроника, академик Емил Джаков (1908-1978).
Научният състав наброява повече от 130 души, сред които: 1 член-кореспондент, 8 професори и ст.н.с. I ст., 45 доценти и ст.н.с., 11 доктори на науките, 84 доктори, работещи в 16 изследователски лаборатории.
Лабораториите са: Емисионна електроника, Физика и техника на плазмата, Физични проблеми на йонните технологии, Физични проблеми на електронно-лъчевите технологии, Свръхпроводникова и криоелектроника, Газови лазери и лазерни технологии, Лазери с кондензирани среди, Лазерни системи, Нелинейна и влакнеста оптика, Лазерна локация, СВЧ дистанционно сондиране, Жиромагнитна електроника, СВЧ твърдотелна електроника, Физични технологии — филиал Сливен.
В Института по електроника е създаден първият български лазер.

## Член-кореспонденти
- чл.-кор. Георги Младенов
- чл.-кор. Петър Атанасов